# 谢赫布尔
谢赫布尔（Sheikhpura）是印度比哈尔邦谢赫布尔县的一个城镇。总人口43042（2001年）。

## 人口
该地2001年总人口43042人，其中男性22935人，女性20107人；0—6岁人口7772人，其中男3954人，女3818人；识字率51.33%，其中男性为59.52%，女性为41.98%。